# Alexander Cooper

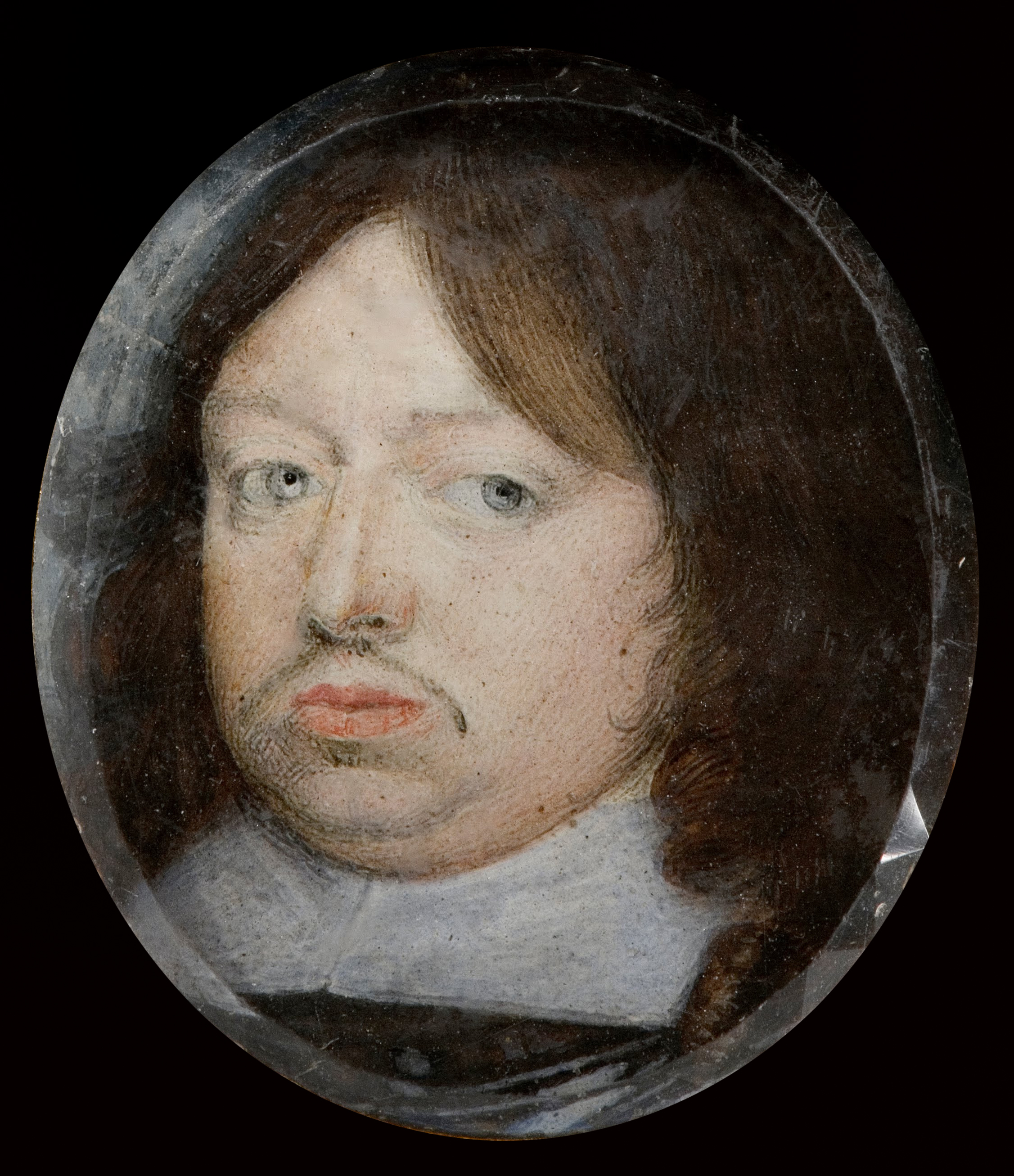
Miniatuurportret van Karel X, koning van Zweden 1655-1660 door Alexander Cooper

Alexander Cooper (Londen, gedoopt op 11 december 1609 – Stockholm, 1660) was een Engels miniatuurschilder. Hij was een zoon van Richard Cooper en Barbara Hoskins, een zus van de miniaturist John Hoskins. Zijn broer Samuel Cooper was eveneens miniatuurschilder en beiden werden in het vak opgeleid door hun oom, John Hoskins, die de zorg voor de jongens op zich nam toen hun ouders rond 1610 overleden. Alexander was ook in de leer bij Peter Oliver.
Over de geboortedatum van Alexander Cooper bestaat enige onduidelijkheid. Het Rijksbureau voor Kunsthistorische Documentatie vermeldt 1609, maar Zweedse bronnen zouden aanleiding kunnen zijn tot een aanname van 1605 als geboortejaar. Deze bronnen geven ook aan dat hij Joods zou zijn geweest, waarvoor geen verder bewijs voorhanden is.
Alexander werd minder beroemd dan zijn broer Samuel. Hij werkte een aantal perioden in het buitenland, waaronder Nederland en Zweden. Van 1631 tot 1633 was hij actief in Nederland, waar hij werkte voor het Huis van Oranje en voor de Winterkoning, Frederik V van de Palts van het Koninkrijk Bohemen. Na een periode in Engeland werkte hij wederom enige tijd in Den Haag. Vervolgens trok hij naar Zweden, waar hij hofschilder werd van Christina I van Zweden en later van Karel X Gustaaf van Zweden. Ook werkte hij enige tijd in Denemarken, waar hij opdrachten uitvoerde voor Christiaan IV van Denemarken.
Hij keerde in 1657 terug naar Zweden, waar hij in 1660 overleed.